# Conus austini
Conus austini är en snäckart som beskrevs av Alfred Rehder och Abbott 1951. Conus austini ingår i släktet Conus och familjen kägelsnäckor. Inga underarter finns listade i Catalogue of Life.

## Bildgalleri

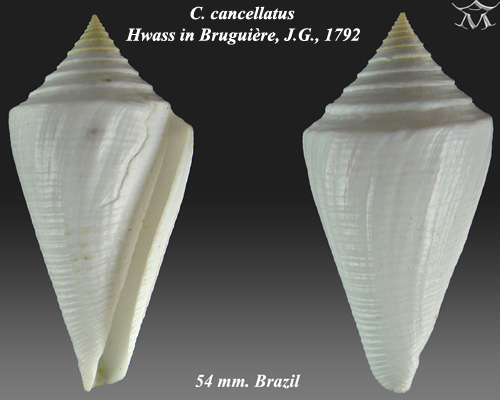